# James Murdoch Austin
James Murdoch Austin (Dunedin, 25 de maio de 1915 – Concord, Massachusetts, 26 de novembro de 2000) foi um meteorologista neozelandês/estadunidense. Foi notável por sua modelagem pioneira da meteorologia da poluição atmosférica. É também notável por ter sido o orientador do doutorado do pioneiro da teoria do caos e um dos práticos iniciais da previsão numérica do tempo Edward Lorenz.

## Vida e educação
Austin nasceu em Dunedin, Nova Zelândia. Obteve a graduação na Universidade de Otago em 1935, com um mestrado em 1936 na Universidade da Nova Zelândia e um doutorado em meteorologia em 1941 no Instituto de Tecnologia de Massachusetts, orientado por Sverre Petterssen, com a tese Fronts and Frontogenesis in Relation to Vorticity. Obteve a cidadania estadunidense em 1946.

## Carreira
Austin foi professor de meteorologia do Instituto de Tecnologia de Massachusetts de 1941 a 1983.
Austin foi eleito fellow da Academia de Artes e Ciências dos Estados Unidos em 1955. Foi secretário da Sociedade Meteorológica Estadunidense.

## Obras
- Bernhard Haurwitz e James M. Austin, Climatology, New York, London, McGraw-Hill Book Company, 1944.